# J-Lay

S-Lay-Verfahren für geringe und mittlere sowie J-Lay-Verfahren für große Wassertiefen

J-Lay ist ein Verfahren zum Legen von Pipelines in Gewässern mittels speziell ausgerüsteter Arbeitsschiffe, den sogenannten Rohrlegern. Der Name des Verfahrens basiert auf dem charakteristischen J-förmigen Verlauf – ähnlich einer Kettenlinie – der Pipeline beim Verlegen (englisch Lay(ing)).
Das J-Lay-Verfahren wird vor allem in tiefen und sehr tiefen (sogenannten deep und ultra-deep) Gewässern eingesetzt. Mit den heute verfügbaren Ausrüstungen können Tiefen bis zu 3000 m und pro Tag Strecken von bis zu 4000 m erreicht werden. Bei geringen Wassertiefen wird meist das S-Lay-Verfahren angewandt, wobei der derzeitige Tiefenrekord mit 2775 m mit der Solitaire im S-Lay erzielt wurde.

## Verlegeverfahren

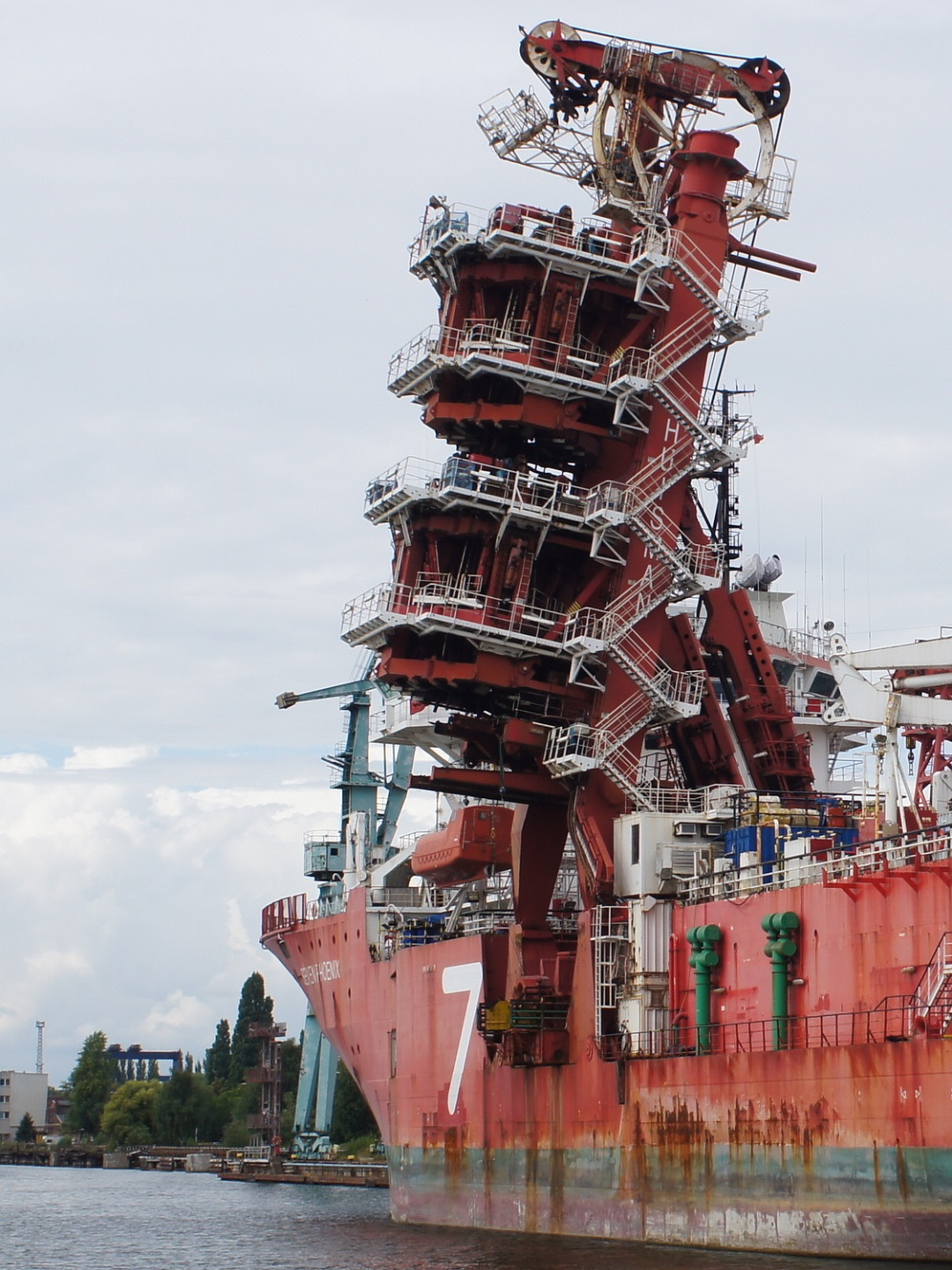
Tiltable-Flex-Lay-Turm der Seven Phoenix

Im Verlegebetrieb werden Pipelinesegmente automatisch von der horizontalen in die etwas geneigte vertikale Position im J-Lay-Turm geschwenkt. Die einzelnen Pipelinestücke oder vorgefertigten Segmente, die aus bis zu vier Einzelstücken bestehen können (deswegen auch quadruple-joints oder quadjoints genannt) und bis zu 48,8 m Länge erreichen, werden im J-Lay-Turm zusammengeschweißt und anschließend  zerstörungsfrei geprüft. Danach erhält die Schweißnaht eine Kunststoffbeschichtung, um den Korrosionsschutz zu verbessern.
Nach der Beschichtung wird das Pipelinesegment weiter abgesenkt, während das Verlegeschiff fortschreitet. Der verschlossene Anfang der Pipeline wird dabei entweder von einem Schleppschiff gegen die Verlegerichtung gezogen oder einfach am Boden abgelegt, wodurch sich der typische J-förmige Verlauf ergibt.

## Rekorde mit dem J-Lay-Verfahren
- Eine 24-Zoll-Pipeline wurde für das Blue-Stream-Projekt im Schwarzen Meer von der Saipem 7000 im J-Lay-Verfahren in bis zu 2150 m Tiefe verlegt.[2]
- Der Rekord wurde im Jahr 2005 von der DCV Balder gebrochen, als diese im Rahmen des Mardi-Gras-Projektes im Golf von Mexiko im J-Lay-Verfahren Teile einer Pipeline in einer Tiefe von 2200 m legte.[3]
- Auch das Verlegen von Teilen der Langeled Pipeline, der längsten Unterwasserpipeline der Welt, zur Erschließung des Ormen-Lange-Gasfeldes in der Nordsee wurde zum größten Teil im J-Lay-Verfahren durchgeführt.[4][5]